# Helikonija
Helikonijevke (lat. Heliconiaceae), velika biljna porodica iz reda đumbirolike. Porodica je dobila ime po redu helikonija (Heliconia) koji ima preko 200 predstavnika u tropskim krajevima.

## Vrste
1. Heliconia abaloi G.Morales
2. Heliconia acuminata A.Rich.
3. Heliconia adflexa (Griggs) Standl.
4. Heliconia aemygdiana Burle-Marx
5. Heliconia albicosta (G.S.Daniels & F.G.Stiles) L.Andersson
6. Heliconia angelica Abalo & G.Morales
7. Heliconia angusta Vell.
8. Heliconia apparicioi Barreiros
9. Heliconia arrecta W.J.Kress & Betancur
10. Heliconia atratensis Abalo & G.Morales
11. Heliconia atropurpurea G.S.Daniels & F.G.Stiles
12. Heliconia aurantiaca Verschaff.
13. Heliconia aurea G.Rodr.
14. Heliconia auriculata Barreiros
15. Heliconia badilloi Abalo & G.Morales
16. Heliconia barryana W.J.Kress
17. Heliconia beckneri R.R.Sm.
18. Heliconia bella W.J.Kress
19. Heliconia berguidoi R.Flores, C.Black & A.Ibáñez
20. Heliconia berriziana Abalo & G.Morales
21. Heliconia berryi Abalo & G.Morales
22. Heliconia bihai (L.) L.
23. Heliconia bourgaeana Petersen
24. Heliconia brachyantha L.Andersson
25. Heliconia brenneri Abalo & G.Morales
26. Heliconia burleana Abalo & G.Morales
27. Heliconia calatheiphylla G.S.Daniels & F.G.Stiles
28. Heliconia caquetensis Abalo & G.Morales
29. Heliconia carajaensis Barreiros
30. Heliconia caribaea Lam.
31. Heliconia carmelae Abalo & G.Morales
32. Heliconia chartacea Lane ex Barreiros
33. Heliconia chrysocraspeda Abalo & G.Morales
34. Heliconia clinophila R.R.Sm.
35. Heliconia colgantea R.R.Sm. ex G.S.Daniels & F.G.Stiles
36. Heliconia collinsiana Griggs
37. Heliconia combinata Abalo & G.Morales
38. Heliconia cordata L.Andersson
39. Heliconia crassa Griggs
40. Heliconia cristata Barreiros
41. Heliconia cucullata W.J.Kress & L.Andersson
42. Heliconia curtispatha Petersen
43. Heliconia danielsiana W.J.Kress
44. Heliconia darienensis L.Andersson
45. Heliconia dasyantha K.Koch & C.D.Bouché
46. Heliconia densiflora Verl.
47. Heliconia dielsiana Loes.
48. Heliconia donstonea W.J.Kress & Betancur
49. Heliconia episcopalis Vell.
50. Heliconia estherae Abalo & G.Morales
51. Heliconia estiletioides Abalo & G.Morales
52. Heliconia excelsa L.Andersson
53. Heliconia farinosa Raddi
54. Heliconia faunorum W.J.Kress & L.Andersson
55. Heliconia fernandezii Abalo & G.Morales
56. Heliconia × flabellata Abalo & G.Morales
57. Heliconia foreroi Abalo & G.Morales
58. Heliconia fragilis Abalo & G.Morales
59. Heliconia fredberryana W.J.Kress
60. Heliconia fugax L.Andersson
61. Heliconia gaiboriana Abalo & G.Morales
62. Heliconia gigantea W.J.Kress & Betancur
63. Heliconia gilbertiana Abalo & G.Morales
64. Heliconia gloriosa Abalo & G.Morales
65. Heliconia gracilis G.S.Daniels & F.G.Stiles
66. Heliconia griggsiana L.B.Sm.
67. Heliconia harlingii L.Andersson
68. Heliconia hirsuta L.f.
69. Heliconia holmquistiana Abalo & G.Morales
70. Heliconia huilensis Abalo & G.Morales
71. Heliconia ignescens G.S.Daniels & F.G.Stiles
72. Heliconia imbricata (Kuntze) Baker
73. Heliconia impudica Abalo & G.Morales
74. Heliconia indica Lam.
75. Heliconia intermedia Abalo & G.Morales
76. Heliconia irrasa R.R.Sm.
77. Heliconia juliani Barreiros
78. Heliconia juruana Loes.
79. Heliconia kautzkiana Emygdio & E.Santos
80. Heliconia lanata (P.S.Green) W.J.Kress
81. Heliconia lankesteri Standl.
82. Heliconia lasiorachis L.Andersson
83. Heliconia latispatha Benth.
84. Heliconia laufao W.J.Kress
85. Heliconia laxa Abalo & G.Morales
86. Heliconia lentiginosa Abalo & G.Morales
87. Heliconia librata Griggs
88. Heliconia lingulata Ruiz & Pav.
89. Heliconia litana W.J.Kress
90. Heliconia longa (Griggs) H.J.P.Winkl.
91. Heliconia longiflora R.R.Sm.
92. Heliconia lophocarpa G.S.Daniels & F.G.Stiles
93. Heliconia lourteigiae Emygdio & E.Santos
94. Heliconia lozanoi Abalo & G.Morales
95. Heliconia luciae Barreiros
96. Heliconia lutea W.J.Kress
97. Heliconia lutheri W.J.Kress
98. Heliconia maculata W.J.Kress
99. Heliconia magnifica W.J.Kress
100. Heliconia × mantenensis B.R.Silva, Senna V. & Emygdio
101. Heliconia marginata (Griggs) Pittier
102. Heliconia mariae Hook.f.
103. Heliconia markiana Abalo & G.Morales
104. Heliconia mathiasiae G.S.Daniels & F.G.Stiles
105. Heliconia meridensis Klotzsch
106. Heliconia metallica Planch. & Linden ex Hook.
107. Heliconia mincana Abalo & G.Morales
108. Heliconia montana Abalo & G.Morales
109. Heliconia monteverdensis G.S.Daniels & F.G.Stiles
110. Heliconia mooreana R.R.Sm.
111. Heliconia mucilagina Abalo & G.Morales
112. Heliconia mucronata Barreiros
113. Heliconia mutisiana Cuatrec.
114. Heliconia nariniensis Abalo & G.Morales
115. Heliconia necrobracteata W.J.Kress
116. Heliconia × nickeriensis Maas & de Rooij
117. Heliconia nigripraefixa Dodson & A.H.Gentry
118. Heliconia nitida Abalo & G.Morales
119. Heliconia nubigena L.Andersson
120. Heliconia nutans Woodson
121. Heliconia obscura Dodson & A.H.Gentry
122. Heliconia obscuroides L.Andersson
123. Heliconia oleosa Abalo & G.Morales
124. Heliconia orthotricha L.Andersson
125. Heliconia osaensis Cufod.
126. Heliconia paka A.C.Sm.
127. Heliconia paludigena Abalo & G.Morales
128. Heliconia papuana W.J.Kress
129. Heliconia pardoi Abalo & G.Morales
130. Heliconia pastazae L.Andersson
131. Heliconia peckenpaughii Abalo & G.Morales
132. Heliconia pendula Wawra
133. Heliconia penduloides Loes.
134. Heliconia peteriana Abalo & G.Morales
135. Heliconia × plagiotropa Abalo & G.Morales
136. Heliconia platystachys Baker
137. Heliconia pogonantha Cufod.
138. Heliconia pruinosa Loes.
139. Heliconia pseudoaemygdiana Emygdio & E.Santos
140. Heliconia psittacorum L.f.
141. Heliconia ramonensis G.S.Daniels & F.G.Stiles
142. Heliconia × rauliniana Barreiros
143. Heliconia regalis L.Andersson
144. Heliconia reptans Abalo & G.Morales
145. Heliconia reticulata (Griggs) H.J.P.Winkl.
146. Heliconia revoluta (Griggs) Standl.
147. Heliconia rhodantha Abalo & G.Morales
148. Heliconia richardiana Miq.
149. Heliconia rigida Abalo & G.Morales
150. Heliconia riopalenquensis Dodson & A.H.Gentry
151. Heliconia rivularis Emygdio & E.Santos
152. Heliconia robertoi Abalo & G.Morales
153. Heliconia robusta Pax
154. Heliconia rodriguensis Aristeg.
155. Heliconia rodriguezii F.G.Stiles
156. Heliconia rostrata Ruiz & Pav.
157. Heliconia samperiana W.J.Kress & Betancur
158. Heliconia sanctae-theresae Abalo & G.Morales
159. Heliconia santaremensis Barreiros
160. Heliconia sarapiquensis G.S.Daniels & F.G.Stiles
161. Heliconia scarlatina Abalo & G.Morales
162. Heliconia schiedeana Klotzsch
163. Heliconia schumanniana Loes.
164. Heliconia sclerotricha Abalo & G.Morales
165. Heliconia secunda R.R.Sm.
166. Heliconia sessilis W.J.Kress
167. Heliconia signa-hispanica Abalo & G.Morales
168. Heliconia solomonensis W.J.Kress
169. Heliconia spathocircinata Aristeg.
170. Heliconia spiralis Abalo & G.Morales
171. Heliconia spissa Griggs
172. Heliconia standleyi J.F.Macbr.
173. Heliconia stella-maris Abalo & G.Morales
174. Heliconia stilesii W.J.Kress
175. Heliconia stricta Huber
176. Heliconia subulata Ruiz & Pav.
177. Heliconia sucrei Barreiros
178. Heliconia tacarcunae L.Andersson
179. Heliconia talamancana G.S.Daniels & F.G.Stiles
180. Heliconia tandayapensis Abalo & G.Morales
181. Heliconia tenebrosa J.F.Macbr.
182. Heliconia terciopela W.J.Kress & Betancur
183. Heliconia thomasiana W.J.Kress
184. Heliconia timothei L.Andersson
185. Heliconia titanum W.J.Kress & Betancur
186. Heliconia tortuosa Griggs
187. Heliconia trichocarpa G.S.Daniels & F.G.Stiles
188. Heliconia triflora Barreiros
189. Heliconia umbrophila G.S.Daniels & F.G.Stiles
190. Heliconia uxpanapensis C.Gut.Báez
191. Heliconia vaginalis Benth.
192. Heliconia vellerigera Poepp.
193. Heliconia velutina L.Andersson
194. Heliconia venusta Abalo & G.Morales
195. Heliconia veracruzensis C.Gut.Báez
196. Heliconia villosa Klotzsch
197. Heliconia virginalis Abalo & G.Morales
198. Heliconia wagneriana Petersen
199. Heliconia willisiana Abalo & G.Morales
200. Heliconia wilsonii G.S.Daniels & F.G.Stiles
201. Heliconia xanthovillosa W.J.Kress
202. Heliconia zebrina Plowman, W.J.Kress & H.Kenn.